# برهانیه
برهانیه (به ترکی استانبولی: Burhaniye) شهری است در کشور ترکیه که در استان بالیکسیر واقع شده‌است. جمعیت این شهر بر اساس سرشماری سال ۲۰۰۸ میلادی ۳۷٬۴۱۵ نفر و بر اساس برآوردهای سال ۲۰۰۹ میلادی ۳۸٬۱۳۴ نفر می‌باشد.